# Chittūr
Chittūr är en ort i Indien.   Den ligger i distriktet Palakkad district och delstaten Kerala, i den södra delen av landet, 2 000 km söder om huvudstaden New Delhi. Chittūr ligger 136 meter över havet och antalet invånare är 31 608.
Terrängen runt Chittūr är platt. Runt Chittūr är det tätbefolkat, med 427 invånare per kvadratkilometer. Närmaste större samhälle är Palakkad, 12,9 km nordväst om Chittūr. Trakten runt Chittūr består till största delen av jordbruksmark.